# Энтин, Давид Абрамович
Давид Абрамович Энтин (1888—1957) — советский учёный-медик, стоматолог, организатор здравоохранения и медицинской науки, доктор медицинских наук (1936), профессор (1936), генерал-майор медицинской службы (1943). Главный стоматолог РККА в период Великой Отечественной войны, основоположник военной стоматологии в СССР. Заслуженный деятель науки РСФСР (1943).

## Биография
Родился 20 ноября 1888 года в селе Шумячи Климовичского уезда Могилевской губернии.
С 1904 года начал свою трудовую деятельность по специальности зубной техник. С 1913 по 1914 годы после окончания зубоврачебной школы работал по специальности зубной врач в специализированном лечебно-профилактическом учреждении. В 1914 году для повышения своей врачебной квалификации и практики в области болезни проказы полости рта работал в Японии, Цейлоне и Индии. С 1914 по 1918 годы — старший протезист и заведующий отделением челюстной хирургии госпиталя РКК.
С 1918 по 1924 годы проходил обучение в Военно-медицинской академии имени С. М. Кирова, параллельно был заведующим зуботехнической лабораторией Петроградского губернского здравотдела. В 1919 году в период обучения, во время наступления Северо-Западной белой армии, добровольцем участвовал в боевых действиях в качестве врача-хирурга и консультанта санитарного управления 7-й армии РККА.
С 1924 года — преподаватель и руководитель курса одонтологии, с 1929 по 1951 годы — начальник кафедры челюстно-лицевой хирургии и стоматологии Военно-медицинской академии имени С. М. Кирова, с 1951 по 1957 годы — профессор-консультант этой кафедры. Одновременно с основной деятельностью в Военно-медицинской академии: с 1926 по 1937 годы — заведующий отделом детской и терапевтической стоматологии, с 1931 по 1939 годы — научный руководитель Ленинградского научно-практического стоматологического института, с 1932 по 1935 годы — консультант-стоматолог Московского института обмена веществ и эндокринных расстройств.
В 1939 году в качестве руководителя стоматологической группы хирургической бригады ВМА имени С. М. Кирова был участником боёв на Халхин-Голе и Советско-финляндской войны. С 1942 по 1945 годы в период Великой Отечественной войны являлся главным стоматологом РККА.
В 1936 году Д. А. Энтин за монографию «Опыт реконструкции лицевого скелета» стал доктором медицинских наук и ему было присвоено учёное звание профессора. В 1943 году Д. А. Энтину Постановлением Совета Народных Комиссаров СССР было присвоено воинское звание генерал-майор медицинской службы.
Д. А. Энтин являлся членом Правления и с 1936 по 1940 годы — председателем Ленинградского одонтологического общества, почётным членом Киевского, Новосибирского и Кисловодского стоматологических обществ, Международной американской зубоврачебной академии, Кубинской стоматологической ассоциации и Французской ассоциации по изучению пародонтозов, был постоянным делегатом от Советского Союза Президиума Международной женевской ассоциации по изучению пародонтозов, был редактором отдела военно-полевой хирургии «Энциклопедического словаря-справочника по военной медицине» и раздела «Стоматология» Большой медицинской энциклопедии, членом редакционной коллегии «Советского врачебного журнала» и журнала «Стоматология».
Скончался 6 ноября 1957 года в Ленинграде. Похоронен на Богословском кладбище Санкт-Петербурга.

## Труды
- Опыты реконструкции лицевого скелета: (Новый метод непосредственного протезирования при резекции верхней челюсти) / Д. А. Энтин ; С предисл. проф. Воен.-мед. акад. С. С. Гирголава. — Москва ; Петроград : Гос. изд-во, 1924 г. — 158 с.
- Терапевтическая стоматология: Утв. Всес. ком-том по делам высшей школы при СНК СССР в качестве учеб. пособия для стоматологич. учеб. заведений / Проф. Е. М. Гофунг, проф. Д. А. Энтин ; В сост. участвовали проф. Н. И. Агапов, И. А. Бегельман, А. И. Евдокимов. — Москва ; Ленинград : Медгиз, 1938 г. — 486 с.
- Краткий учебник стоматологии: Пособие для слушателей ВМА / бригврач проф. Д. А. Энтин; Сост. при участии и. о. доц. воен. врача 3-го ранга Я. Э. Бронштейна; Воен.-мед. акад. РККА им. С. М. Кирова. — Ленинград : Воен.-мед. акад. РККА им. С. М. Кирова, 1939 г. — 234 с.
- Помощь на фронте челюстно-лицевым раненым: Воен.-полевая челюстно-лицевая травматология / Д. А. Энтин, бригврач, проф. ВМА РККА им. С. М. Кирова. — Москва ; Ленинград : Медгиз, 1940 г. — 148 с.
- Доврачебная медицинская помощь и уход при челюстно-лицевых ранениях / Проф. Д. А. Энтин. — Москва : Медгиз, 1941 г. — 33 с.
- Военная челюстно-лицевая хирургия / Д. А. Энтин, бриг. врач, проф. — Москва ; Ленинград : Медгиз, 1941 г. — 223 с.
- Военная челюстно-лицевая хирургия / Д. А. Энтин, заслуж. деятель науки ; С предисл. ген.-полк. мед. службы Е. И. Смирнова. — 3-е изд., испр. и доп. — Москва : Медгиз, 1945 г. — 231 с.

## Награды и премии
- Орден Ленина (30.04.1945)
- Два Ордена Красного Знамени (03.11.1944, 17.05.1951)
- Орден Отечественной войны II степени (01.08.1944)
- Орден Красной Звезды (17.11.1939)
- Медаль «За победу над Германией в Великой Отечественной войне 1941—1945 гг.» (25.06.1945[6])
- Знак «Участнику боёв у Халхин-Гола»

### Звания
- Заслуженный деятель науки РСФСР (1943[7])